# Robin Blakelock
Robin Blakelock (21 febbraio 1944) è un'ex tennista britannica.
È conosciuta anche come Robin Lloyd.

## Carriera
Nei tornei del Grande Slam ha ottenuto il suo miglior risultato raggiungendo le semifinali di doppio a Wimbledon nel 1968, in coppia con la connazionale Frances MacLennan.